# 200 meter för herrar i friidrott vid olympiska sommarspelen 2004

## Medaljörer
| Gren      | Guld               | Guld  | Silver               | Silver | Brons             | Brons |
| 200 meter | Shawn Crawford USA | 19,79 | Bernard Williams USA | 20,01  | Justin Gatlin USA | 20,03 |

## Resultat
Från de sju kvalheaten gick de fyra främsta i varje heat samt de fyra snabbaste tiderna därutöver vidare till kvartsfinal.
Från de fyra kvartsfinalerna gick de tre främsta i varje heat samt de fyra snabbaste tiderna därutöver vidare till semifinal.
Från semifinalerna gick de fyra främsta till final.
Alla tider visas i sekunder.

- Q innebär avancemang utifrån placering i heatet.
- q innebär avancemang utifrån total placering.
- DNS innebär att personen inte startade.
- DNF innebär att personen inte fullföljde.
- DQ innebär diskvalificering.
- NR innebär nationellt rekord.
- OR innebär olympiskt rekord.
- WR innebär världsrekord.
- WJR innebär världsrekord för juniorer
- AR innebär världsdelsrekord (area record)
- PB innebär personligt rekord.
- SB innebär säsongsbästa.
- w innebär medvind > 2,0 m/s

### Omgång 1
Heat 1
| Placering       | Bana            | Namn                | Land            | Reaktionstid   | Resultat       | Noteringar     | Kval.          |
| --------------- | --------------- | ------------------- | --------------- | -------------- | -------------- | -------------- | -------------- |
| 1               | 6               | Stéphane Buckland   | Mauritius       | 0,185          | 20,29          |                | Q              |
| 2               | 2               | Francis Obikwelu    | Portugal        | 0,243          | 20,40          |                | Q              |
| 2               | 2               | Juan Pedro Toledo   | Mexiko          | 0,214          | 20,40          | NR             | Q              |
| 4               | 4               | Yang Yaozu          | Kina            | 0.217          | 20.59          | SB             | Q              |
| 5               | 7               | Johan Wissman       | Sverige         | 0.245          | 20.60          |                | q              |
| 6               | 1               | Paul Brizzel        | Irland          | 0.179          | 21.00          |                |                |
| 7               | 3               | Nabie Foday Fofanah | Guinea          | 0.227          | 21.45          |                |                |
|                 | 8               | Hamed Al-Bishi      | Saudiarabien    |                | DNS            |                |                |
| Starttid: 10:35 | Starttid: 10:35 | Starttid: 10:35     | Starttid: 10:35 | Vind: +1,5 m/s | Vind: +1,5 m/s | Vind: +1,5 m/s | Vind: +1,5 m/s |

Heat 2
| Placering       | Bana            | Namn                     | Land                    | Reaktionstid   | Resultat       | Noteringar     | Kval.          |
| --------------- | --------------- | ------------------------ | ----------------------- | -------------- | -------------- | -------------- | -------------- |
| 1               | 5               | Shawn Crawford           | USA                     | 0,272          | 20,55          |                | Q              |
| 2               | 8               | Christopher Williams     | Jamaica                 | 0,140          | 20,57          |                | Q              |
| 3               | 3               | Marcin Urbaś             | Polen                   | 0,174          | 20,71          | SB             | Q              |
| 4               | 2               | Darren Campbell          | Storbritannien          | 0.155          | 20.72          |                | Q              |
| 5               | 1               | Jaysuma Saidy Ndure      | Gambia                  | 0.158          | 20.78          |                | q              |
| 6               | 4               | Leigh Julius             | Sydafrika               | 0.164          | 20.80          |                |                |
| 7               | 6               | Geronimo Goeloe          | Nederländska Antillerna | 0.167          | 21.09          |                |                |
| 8               | 7               | Basilio Emidio de Morais | Brasilien               | 0.236          | 21.14          |                |                |
| Starttid: 10:41 | Starttid: 10:41 | Starttid: 10:41          | Starttid: 10:41         | Vind: +1,4 m/s | Vind: +1,4 m/s | Vind: +1,4 m/s | Vind: +1,4 m/s |

Heat 3
| Placering       | Bana            | Namn               | Land            | Reaktionstid   | Resultat       | Noteringar     | Kval.          |
| --------------- | --------------- | ------------------ | --------------- | -------------- | -------------- | -------------- | -------------- |
| 1               | 5               | Frankie Fredericks | Namibia         | 0,235          | 20,54          |                | Q              |
| 2               | 3               | Malik Louahla      | Algeriet        | 0,187          | 20,67          |                | Q              |
| 3               | 4               | David Canal        | Spanien         | 0,181          | 20,72          |                | Q              |
| 4               | 1               | Brian Dzingai      | Zimbabwe        | 0.184          | 20.72          |                | Q              |
| 5               | 7               | Heber Viera        | Uruguay         | 0.256          | 20.94          | SB             |                |
| 6               | 2               | Oleg Sergejev      | Ryssland        | 0.269          | 20.95          |                |                |
| 7               | 8               | Mphelave Dlamini   | Swaziland       | 0.270          | 21.82          |                |                |
|                 | 6               | Chris Lambert      | Storbritannien  | 0.244          | DNF            |                |                |
| Starttid: 10:47 | Starttid: 10:47 | Starttid: 10:47    | Starttid: 10:47 | Vind: +2,0 m/s | Vind: +2,0 m/s | Vind: +2,0 m/s | Vind: +2,0 m/s |

Heat 4
| Placering       | Bana            | Namn                       | Land            | Reaktionstid  | Resultat      | Noteringar    | Kval.         |
| --------------- | --------------- | -------------------------- | --------------- | ------------- | ------------- | ------------- | ------------- |
| 1               | 7               | Marcin Jędrusiński         | Polen           | 0,256         | 20,63         | SB            | Q             |
| 2               | 2               | Tobias Unger               | Tyskland        | 0,160         | 20,65         |               | Q             |
| 3               | 6               | Joseph Batangdon           | Kamerun         | 0,239         | 20,92         |               | Q             |
| 4               | 8               | Géza Pauer                 | Ungern          | 0.257         | 21.02         |               | Q             |
| 5               | 5               | Usain Bolt                 | Jamaica         | 0.254         | 21.05         |               |               |
| 6               | 1               | Christian Nsiah            | Ghana           | 0.146         | 21.06         |               |               |
| 7               | 3               | Hamoud Abdallah Al Dalhami | Oman            | 0.152         | 21.82         |               |               |
| 8               | 4               | Ryo Matsuda                | Japan           | 0.223         | 24.59         |               |               |
| Starttid: 10:53 | Starttid: 10:53 | Starttid: 10:53            | Starttid: 10:53 | Vind: 0,0 m/s | Vind: 0,0 m/s | Vind: 0,0 m/s | Vind: 0,0 m/s |

Heat 5
| Placering       | Bana            | Namn              | Land                   | Reaktionstid   | Resultat       | Noteringar     | Kval.          |
| --------------- | --------------- | ----------------- | ---------------------- | -------------- | -------------- | -------------- | -------------- |
| 1               | 7               | Dominic Demeritte | Bahamas                | 0,246          | 20,62          |                | Q              |
| 2               | 8               | Christian Malcolm | Storbritannien         | 0,284          | 20,62          |                | Q              |
| 3               | 5               | Panagiotis Sarris | Grekland               | 0,254          | 20,67          |                | Q              |
| 4               | 3               | Asafa Powell      | Jamaica                | 0.207          | 20.77          |                | Q              |
| 5               | 2               | Jiří Vojtík       | Tjeckien               | 0.179          | 20.79          |                |                |
| 6               | 4               | Dion Crabbe       | Brittiska Jungfruöarna | 0.231          | 20.85          |                |                |
| 7               | 6               | Nazmizan Muhammad | Malaysia               | 0.238          | 21.24          |                |                |
| 8               | 1               | Adam Miller       | Australien             | 0.198          | 21.31          |                |                |
| Starttid: 10:59 | Starttid: 10:59 | Starttid: 10:59   | Starttid: 10:59        | Vind: +2,2 m/s | Vind: +2,2 m/s | Vind: +2,2 m/s | Vind: +2,2 m/s |

Heat 6
| Placering       | Bana            | Namn                 | Land            | Reaktionstid   | Resultat       | Noteringar     | Kval.          |
| --------------- | --------------- | -------------------- | --------------- | -------------- | -------------- | -------------- | -------------- |
| 1               | 2               | Bernard Williams     | USA             | 0,207          | 20,29          |                | Q              |
| 2               | 8               | Anastasios Gousis    | Grekland        | 0,236          | 20,44          | PB             | Q              |
| 3               | 3               | Andrew Howe          | Italien         | 0,198          | 20,55          |                | Q              |
| 4               | 4               | Matic Osovnikar      | Slovenien       | 0.203          | 20.57          |                | Q              |
| 5               | 6               | Till Helmke          | Tyskland        | 0.241          | 20.72          |                | q              |
| 6               | 5               | Oumar Loum           | Senegal         | 0.240          | 20.97          |                |                |
| 7               | 7               | Anninos Marcoullides | Cypern          | 0.247          | 23.94          |                |                |
| Starttid: 11:05 | Starttid: 11:05 | Starttid: 11:05      | Starttid: 11:05 | Vind: +1,8 m/s | Vind: +1,8 m/s | Vind: +1,8 m/s | Vind: +1,8 m/s |

Heat 7
| Placering       | Bana            | Namn                  | Land                | Reaktionstid  | Resultat      | Noteringar    | Kval.         |
| --------------- | --------------- | --------------------- | ------------------- | ------------- | ------------- | ------------- | ------------- |
| 1               | 2               | Sebastian Ernst       | Tyskland            | 0,220         | 20,47         | =PB           | Q             |
| 2               | 8               | Justin Gatlin         | USA                 | 0,282         | 20,51         |               | Q             |
| 3               | 6               | Marco Torrieri        | Italien             | 0,222         | 20,68         |               | Q             |
| 4               | 5               | Cláudio Roberto Souza | Brasilien           | 0.165         | 20.70         | =SB           | Q             |
| 5               | 7               | Brendan Christian     | Antigua och Barbuda | 0.251         | 20.71         |               | q             |
| 6               | 4               | Shinji Takahira       | Japan               | 0.212         | 21.05         |               |               |
| 7               | 3               | Dadas Ibrahimov       | Azerbajdzjan        | 0.141         | 21.60         |               |               |
| 8               | 1               | Russel Roman          | Palau               | 0.264         | 24.89         |               |               |
| Starttid: 11:11 | Starttid: 11:11 | Starttid: 11:11       | Starttid: 11:11     | Vind: 0,0 m/s | Vind: 0,0 m/s | Vind: 0,0 m/s | Vind: 0,0 m/s |

#### Totala resultat
| Placering | Heat | Idrottare                  | Land                    | Tid   | Noteringar |
| --------- | ---- | -------------------------- | ----------------------- | ----- | ---------- |
| 1         | 1    | Stéphane Buckland          | Mauritius               | 20,29 | Q          |
| 1         | 6    | Bernard Williams           | USA                     | 20.29 | Q          |
| 3         | 1    | Francis Obikwelu           | Portugal                | 20.40 | Q          |
| 3         | 1    | Juan Pedro Toledo          | Mexiko                  | 20.40 | Q, NR      |
| 5         | 6    | Anastasios Gousis          | Grekland                | 20.44 | Q, PB      |
| 6         | 7    | Sebastian Ernst            | Tyskland                | 20.47 | Q, PB      |
| 7         | 7    | Justin Gatlin              | USA                     | 20.51 | Q          |
| 8         | 3    | Frankie Fredericks         | Namibia                 | 20.54 | Q          |
| 9         | 2    | Shawn Crawford             | USA                     | 20.55 | Q          |
| 9         | 6    | Andrew Howe                | Italien                 | 20.55 | Q          |
| 11        | 2    | Christopher Williams       | Jamaica                 | 20.57 | Q          |
| 11        | 6    | Matic Osovnikar            | Slovenien               | 20.57 | Q, PB      |
| 13        | 1    | Yaozu Yang                 | Kina                    | 20.59 | Q, SB      |
| 14        | 1    | Johan Wissman              | Sverige                 | 20.60 | q          |
| 15        | 5    | Dominic Demeritte          | Bahamas                 | 20.62 | Q          |
| 15        | 5    | Christian Malcolm          | Storbritannien          | 20.62 | Q          |
| 17        | 4    | Marcin Jędrusiński         | Polen                   | 20.63 | Q, SB      |
| 18        | 4    | Tobias Unger               | Tyskland                | 20.65 | Q          |
| 19        | 3    | Malik Louahla              | Algeriet                | 20.67 | Q          |
| 19        | 5    | Panayiotis Sarris          | Grekland                | 20.67 | Q          |
| 21        | 7    | Marco Torrieri             | Italien                 | 20.68 | Q          |
| 22        | 7    | Cláudio Roberto Souza      | Brasilien               | 20.70 | Q, SB      |
| 23        | 2    | Marcin Urbaś               | Polen                   | 20.71 | Q, SB      |
| 23        | 7    | Brendan Christian          | Antigua och Barbuda     | 20.71 | q          |
| 25        | 2    | Darren Campbell            | Storbritannien          | 20.72 | Q          |
| 25        | 3    | David Canal                | Spanien                 | 20.72 | Q          |
| 25        | 3    | Brian Dzingai              | Zimbabwe                | 20.72 | Q          |
| 28        | 6    | Till Helmke                | Tyskland                | 20.73 | q          |
| 29        | 5    | Asafa Powell               | Jamaica                 | 20.77 | Q          |
| 30        | 2    | Jaysuma Saidy Ndure        | Gambia                  | 20.78 | q          |
| 31        | 5    | Jiri Vojtik                | Tjeckien                | 20.79 |            |
| 32        | 2    | Leigh Julius               | Sydafrika               | 20.80 |            |
| 33        | 5    | Dion Crabbe                | Brittiska Jungfruöarna  | 20.85 |            |
| 34        | 4    | Joseph Batangdon           | Kamerun                 | 20.92 | Q          |
| 35        | 3    | Heber Viera                | Uruguay                 | 20.94 | SB         |
| 36        | 3    | Oleg Sergejev              | Ryssland                | 20.95 |            |
| 37        | 6    | Oumar Loum                 | Senegal                 | 20.97 |            |
| 38        | 1    | Paul Brizzel               | Irland                  | 21.00 | SB         |
| 39        | 4    | Geza Pauer                 | Ungern                  | 21.02 | Q          |
| 40        | 4    | Usain Bolt                 | Jamaica                 | 21.05 |            |
| 40        | 7    | Shinji Takahira            | Japan                   | 21.05 |            |
| 42        | 4    | Christian Nsiah            | Ghana                   | 21.06 |            |
| 43        | 2    | Geronimo Goeloe            | Nederländska Antillerna | 21.09 |            |
| 44        | 2    | Basilio Emidio de Morais   | Brasilien               | 21.14 |            |
| 45        | 5    | Nazmizan Muhammad          | Malaysia                | 21.24 |            |
| 46        | 5    | Adam Miller                | Australien              | 21.31 |            |
| 47        | 1    | Nabie Foday Fofanah        | Guinea                  | 21.45 |            |
| 48        | 7    | Dadas Ibrahimov            | Azerbajdzjan            | 21.60 |            |
| 49        | 3    | Mphelave Dlamini           | Swaziland               | 21.82 |            |
| 49        | 4    | Hamoud Abdallah Al Dalhami | Oman                    | 21.82 |            |
| 51        | 6    | Anninos Marcoullides       | Cypern                  | 23.94 |            |
| 52        | 4    | Ryo Matsuda                | Japan                   | 24.59 |            |
| 53        | 7    | Russel Roman               | Palau                   | 24.89 |            |
| 99        | 1    | Hamed Hamadan Al Bishi     | Saudiarabien            | DNS   |            |
| 99        | 3    | Chris Lambert              | Storbritannien          | DNF   |            |

### Omgång 2
Heat 1
| Placering       | Bana            | Namn                 | Land            | Reaktionstid   | Resultat       | Noteringar     | Kval.          |
| --------------- | --------------- | -------------------- | --------------- | -------------- | -------------- | -------------- | -------------- |
| 1               | 4               | Shawn Crawford       | USA             | 0,207          | 19,95          |                | Q              |
| 2               | 5               | Frankie Fredericks   | Namibia         | 0,228          | 20,20          | SB             | Q              |
| 3               | 3               | Tobias Unger         | Tyskland        | 0,162          | 20,30          | PB             | Q              |
| 4               | 6               | Christopher Williams | Jamaica         | 0.186          | 20.34          | SB             | q              |
| 5               | 1               | Johan Wissman        | Sverige         | 0.186          | 20.74          |                |                |
| 6               | 7               | Géza Pauer           | Ungern          | 0.241          | 20.90          |                |                |
| 7               | 2               | David Canal          | Spanien         | 0.179          | 21.18          |                |                |
|                 | 8               | Joseph Batangdon     | Kamerun         |                | DNS            |                |                |
| Starttid: 20:00 | Starttid: 20:00 | Starttid: 20:00      | Starttid: 20:00 | Vind: +1,1 m/s | Vind: +1,1 m/s | Vind: +1,1 m/s | Vind: +1,1 m/s |

Heat 2
| Placering       | Bana            | Namn               | Land            | Reaktionstid   | Resultat       | Noteringar     | Kval.          |
| --------------- | --------------- | ------------------ | --------------- | -------------- | -------------- | -------------- | -------------- |
| 1               | 4               | Bernard Williams   | USA             | 0,217          | 20,40          |                | Q              |
| 2               | 3               | Anastasios Gousis  | Grekland        | 0,195          | 20,46          |                | Q              |
| 3               | 6               | Marcin Jędrusiński | Polen           | 0.194          | 20.55          | SB             | Q              |
| 4               | 7               | Till Helmke        | Tyskland        | 0.144          | 20.76          |                |                |
| 5               | 8               | Brian Dzingai      | Zimbabwe        | 0.206          | 20.87          |                |                |
| 6               | 2               | Marco Torrieri     | Italien         | 0.177          | 20.89          |                |                |
| 7               | 5               | Malik Louahla      | Algeriet        | 0.175          | 20.93          |                |                |
| 8               | 1               | Yang Yaozu         | Kina            | 0.162          | 21.03          |                |                |
| Starttid: 20:07 | Starttid: 20:07 | Starttid: 20:07    | Starttid: 20:07 | Vind: +0,2 m/s | Vind: +0,2 m/s | Vind: +0,2 m/s | Vind: +0,2 m/s |

Heat 3
| Placering       | Bana            | Namn              | Land                | Reaktionstid   | Resultat       | Noteringar     | Kval.          |
| --------------- | --------------- | ----------------- | ------------------- | -------------- | -------------- | -------------- | -------------- |
| 1               | 4               | Justin Gatlin     | USA                 | 0,220          | 20,03          |                | Q              |
| 2               | 8               | Asafa Powell      | Jamaica             | 0,206          | 20,23          |                | Q              |
| 3               | 5               | Sebastian Ernst   | Tyskland            | 0,244          | 20,36          | PB             | Q              |
| 4               | 7               | Matic Osovnikar   | Slovenien           | 0.235          | 20.47          | NR             | q              |
| 5               | 6               | Christian Malcolm | Storbritannien      | 0.259          | 20.56          |                | q              |
| 6               | 3               | Dominic Demeritte | Bahamas             | 0.141          | 20.61          |                |                |
| 7               | 2               | Brendan Christian | Antigua och Barbuda | 0.182          | 20.63          |                |                |
|                 | 1               | Marcin Urbaś      | Polen               | 0.162          | DNF            |                |                |
| Starttid: 20:14 | Starttid: 20:14 | Starttid: 20:14   | Starttid: 20:14     | Vind: +0,5 m/s | Vind: +0,5 m/s | Vind: +0,5 m/s | Vind: +0,5 m/s |

Heat 4
| Placering       | Bana            | Namn                  | Land            | Reaktionstid   | Resultat       | Noteringar     | Kval.          |
| --------------- | --------------- | --------------------- | --------------- | -------------- | -------------- | -------------- | -------------- |
| 1               | 3               | Francis Obikwelu      | Portugal        | 0,191          | 20,33          |                | Q              |
| 2               | 5               | Stéphane Buckland     | Mauritius       | 0,239          | 20,36          |                | Q              |
| 3               | 6               | Juan Pedro Toledo     | Mexiko          | 0,276          | 20,43          |                | Q              |
| 4               | 2               | Darren Campbell       | Storbritannien  | 0.179          | 20.59          | =SB            | q              |
| 5               | 8               | Cláudio Roberto Souza | Brasilien       | 0.159          | 20.64          | SB             |                |
| 6               | 7               | Jaysuma Saidy Ndure   | Gambia          | 0.248          | 20.73          |                |                |
| 7               | 1               | Panagiotis Sarris     | Grekland        | 0.184          | 20.92          |                |                |
| 8               | 4               | Andrew Howe           | Italien         | 0.211          | 21.17          |                |                |
| Starttid: 20:21 | Starttid: 20:21 | Starttid: 20:21       | Starttid: 20:21 | Vind: +0,1 m/s | Vind: +0,1 m/s | Vind: +0,1 m/s | Vind: +0,1 m/s |

#### Totala resultat
| Placering | Heat | idrottare             | Land                | Tid   | Noteringar |
| --------- | ---- | --------------------- | ------------------- | ----- | ---------- |
| 1         | 1    | Shawn Crawford        | USA                 | 19,95 | Q          |
| 2         | 3    | Justin Gatlin         | USA                 | 20.03 | Q          |
| 3         | 1    | Frankie Fredericks    | Namibia             | 20.20 | Q, SB      |
| 4         | 3    | Asafa Powell          | Jamaica             | 20.23 | Q          |
| 5         | 1    | Tobias Unger          | Tyskland            | 20.30 | Q, PB      |
| 6         | 4    | Francis Obikwelu      | Portugal            | 20.33 | Q          |
| 7         | 1    | Christopher Williams  | Jamaica             | 20.34 | q, SB      |
| 8         | 3    | Sebastian Ernst       | Tyskland            | 20.36 | Q, PB      |
| 8         | 4    | Stéphane Buckland     | Mauritius           | 20.36 | Q          |
| 10        | 2    | Bernard Williams      | USA                 | 20.40 | Q          |
| 11        | 4    | Juan Pedro Toledo     | Mexiko              | 20.43 | Q          |
| 12        | 2    | Anastasios Gousis     | Grekland            | 20.46 | Q          |
| 13        | 3    | Matic Osovnikar       | Slovenien           | 20.47 | q, NR      |
| 14        | 2    | Marcin Jędrusiński    | Polen               | 20.55 | Q, SB      |
| 15        | 3    | Christian Malcolm     | Storbritannien      | 20.56 | q          |
| 16        | 4    | Darren Campbell       | Storbritannien      | 20.59 | q          |
| 17        | 3    | Dominic Demeritte     | Bahamas             | 20.61 |            |
| 18        | 3    | Brendan Christian     | Antigua och Barbuda | 20.63 |            |
| 19        | 4    | Cláudio Roberto Souza | Brasilien           | 20.64 | SB         |
| 20        | 4    | Jaysuma Saidy Ndure   | Gambia              | 20.73 |            |
| 21        | 1    | Johan Wissman         | Sverige             | 20.74 |            |
| 22        | 2    | Till Helmke           | Tyskland            | 20.76 |            |
| 23        | 2    | Brian Dzingai         | Zimbabwe            | 20.87 |            |
| 24        | 2    | Marco Torrieri        | Italien             | 20.89 |            |
| 25        | 1    | Geza Pauer            | Ungern              | 20.90 |            |
| 26        | 4    | Panayiotis Sarris     | Grekland            | 20.92 |            |
| 27        | 2    | Malik Louahla         | Algeriet            | 20.93 |            |
| 28        | 2    | Yaozu Yang            | Kina                | 21.03 |            |
| 29        | 4    | Andrew Howe           | Italien             | 21.17 |            |
| 30        | 1    | David Canal           | Spanien             | 21.18 |            |
| 99        | 1    | Joseph Batangdon      | Kamerun             | DNS   |            |
| 99        | 3    | Marcin Urbaś          | Polen               | DNF   |            |

### Semifinaler

#### Semifinal 1
| Placering | Idrottare            | Land           | Tid   | Noteringar |
| --------- | -------------------- | -------------- | ----- | ---------- |
| 1         | Shawn Crawford       | USA            | 20,05 | Q          |
| 2         | Bernard Williams     | USA            | 20,18 | Q          |
| 3         | Frankie Fredericks   | Namibia        | 20,43 | Q          |
| 4         | Tobias Unger         | Tyskland       | 20.54 | Q          |
| 5         | Anastasios Gousis    | Grekland       | 20.68 |            |
| 6         | Christopher Williams | Jamaica        | 20.80 |            |
| 7         | Marcin Jędrusiński   | Polen          | 20.81 |            |
| 8         | Darren Campbell      | Storbritannien | 20.89 |            |

#### Semifinal 2
| Placering | Idrottare         | Land           | Tid   | Noteringar |
| --------- | ----------------- | -------------- | ----- | ---------- |
| 1         | Justin Gatlin     | USA            | 20,35 | Q          |
| 2         | Francis Obikwelu  | Portugal       | 20,36 | Q          |
| 3         | Stéphane Buckland | Mauritius      | 20,37 | Q          |
| 4         | Asafa Powell      | Jamaica        | 20.56 | Q          |
| 5         | Sebastian Ernst   | Tyskland       | 20.63 |            |
| 6         | Juan Pedro Toledo | Mexiko         | 20.64 |            |
| 7         | Christian Malcolm | Storbritannien | 20.77 |            |
| 8         | Matic Osovnikar   | Slovenien      | 20.89 |            |

### Final
| Placering | Idrottare         | Land      | Tid   | Noteringar |
| --------- | ----------------- | --------- | ----- | ---------- |
| 1         | Shawn Crawford    | USA       | 19,79 | PB         |
| 2         | Bernard Williams  | USA       | 20,01 | PB         |
| 3         | Justin Gatlin     | USA       | 20,03 |            |
| 4         | Frank Fredericks  | Namibia   | 20,14 | SB         |
| 5         | Francis Obikwelu  | Portugal  | 20,14 |            |
| 6         | Stéphane Buckland | Mauritius | 20,24 |            |
| 7         | Tobias Unger      | Tyskland  | 20,64 |            |
| 99        | Asafa Powell      | Jamaica   | DNS   |            |

## Rekord

### Världsrekord
Michael Johnson, USA, 19,32 s, 27 juli 1996, Atlanta, Georgia, USA

### Olympiskt rekord
Michael Johnson, USA, 19,32 s, 27 juli 1996, Atlanta, Georgia, USA

## Tidigare vinnare

### OS
- 1896 i Aten: Ingen tävling
- 1900 i Paris: John Walter Tewksbury, USA – 22,2
- 1904 i S:t Louis: Archie Hahn, USA – 21,6
- 1906 i Aten: Ingen tävling
- 1908 i London: Robert Kerr, Kanada – 22,6
- 1912 i Stockholm: Ralph Craig, USA – 21,7
- 1920 i Antwerpen: Allen Woodring, USA – 22,0
- 1924 i Paris: Jackson Scholz, USA – 21,6
- 1928 i Amsterdam: Percy Williams, Kanada – 21,8
- 1932 i Los Angeles: Eddie Tolan, USA – 21,2
- 1936 i Berlin: Jesse Owens, USA – 20,7
- 1948 i London: Mel Patton, USA – 21,1
- 1952 i Helsingfors: Andrew Stanfield, USA – 20,7
- 1956 i Melbourne: Bobby Morrow, USA – 20,6
- 1960 i Rom: Livio Berruti, Italien – 20,62
- 1964 i Tokyo: Tommie Smith, USA – 19,83
- 1968 i Mexico City: Tommie Smith, USA – 19,83
- 1972 i München: Valerij Borsjov, Sovjetunionen – 20,00
- 1976 i Montréal: Don Quarrie, Jamaica – 20,22
- 1980 i Moskva: Pietro Mennea, Italien – 20,19
- 1984 i Los Angeles: Carl Lewis, USA – 19,80
- 1988 i Seoul: Joe DeLoach, USA – 19,75
- 1992 i Barcelona: Mike Marsh, USA – 20,01
- 1996 i Atlanta: Michael Johnson, USA – 19,32
- 2000 i Sydney: Konstadinos Kederis, Grekland – 20,09

### VM
- 1983 i Helsingfors: Calvin Smith, USA, 20,14
- 1987 i Rom: Calvin Smith, USA, 20,16
- 1991 i Tokyo: Michael Johnson, USA – 20,01
- 1993 i Stuttgart: Frank Fredericks, Namibia – 19,85
- 1995 i Göteborg: Michael Johnson, USA – 19,79
- 1997 i Aten: Ato Boldon, Trinidad och Tobago – 20,04
- 1999 i Sevilla: Maurice Greene, USA – 19,90
- 2001 i Edmonton: Konstadinos Kederis, Grekland – 20,04
- 2003 i Paris: John Capel, USA – 20,30